# مارك توبي
مارك توبي (بالإنجليزية: Mark Tobey)‏ (و. 1890 – 1976 م) هو رسام من الولايات المتحدة الأمريكية ولد في الولايات المتحدة الأمريكية.

## روابط خارجية
- مارك توبي على موقع الموسوعة البريطانية (الإنجليزية)
- مارك توبي على موقع مونزينجر (الألمانية)
- مارك توبي على موقع ديسكوغز (الإنجليزية)